# XDoclet
 (septembre 2020).
Sa qualité peut être largement améliorée en utilisant un vocabulaire plus directement compréhensible.
 (septembre 2020).
Si vous disposez d'ouvrages ou d'articles de référence ou si vous connaissez des sites web de qualité traitant du thème abordé ici, merci de compléter l'article en donnant les références utiles à sa vérifiabilité et en les liant à la section « Notes et références ».
XDoclet est une bibliothèque open-source de génération de code source. Il est hébergé sur SourceForge.net et publié sous licence BSD.
Il permet de mettre en place l'intégration continue d'un projet. Il se charge de créer le code source commun (interfaces pour les EJB, factory, etc.) et les fichiers de déploiement de l'application, évitant ainsi au développeur de le faire à la main (85 % du code est pris en charge par XDoclet).
L'utilisation de XDoclet se fait grâce à des balises Javadoc spécifiques.

## Exemple
Un exemple typique d'utilisation de XDoclet ressemblerait à ce qui suit :
```
 
/****

  * This is the Account entity bean. It is an example of how to use the

  * EJBDoclet tags.

  *

  * @see Customer

  *

  * @ejb.bean

  *     name="bank/Account"

  *     type="CMP"

  *     jndi-name="ejb/bank/Account"

  *     local-jndi-name="ejb/bank/LocalAccount"

  *     primkey-field="id"

  *     schema = "Customers"

  *

  * @ejb.finder

  *     signature="java.util.Collection findAll()"

  *     unchecked="true"

  *

  * @ejb.finder signature="java.util.Collection findByName(java.lang.String name)" 

  *             unchecked="true"

  *             query= "SELECT OBJECT(o) FROM Customers AS o WHERE o.name

  *             LIKE ?1"

  *

  * @ejb.transaction

  *     type="Required"

  *

  * @ejb.interface

  *     remote-class="test.interfaces.Account"

  *

  * @ejb.value-object

  *     match="*"

  *

  * @version 1.5

  */

```